# Pustułka prążkowana
Pustułka prążkowana (Falco zoniventris) – gatunek ptaka drapieżnego z rodziny sokołowatych (Falconidae). To endemiczny gatunek Madagaskaru. Nie jest zagrożony wyginięciem.

## Systematyka
Gatunek ten po raz pierwszy zgodnie z zasadami nazewnictwa binominalnego opisał Wilhelm Peters, nadając mu nazwę Falco (Hypotriorchis) zoniventris. Opis ukazał się w 1854 roku. Jako miejsce typowe autor wskazał zatokę St. Augustin na Madagaskarze.
Najbliższymi krewnymi pustułki prążkowanej są pustułka ciemna i pustułka białorzytna żyjące na stałym lądzie Afryki. Podane 3 gatunki umieszcza się czasem w podrodzaju Dissodectes. Nie wyróżnia się podgatunków.

## Charakterystyka
Ma 27–30 cm długości i 60–68 cm rozpiętości skrzydeł. Górna część ciała jest szara, a ogon ma ciemne upierzenie. Górne partie są białawe z ciemnoszarymi pręgami na podgardlu i w górnej części piersi. Ciemnoszare paskowanie widać w dolnej części piersi i na brzuchu. Nogi, oczy i woskówka są żółte. Wokół oczu zaznacza się naga żółta obwódka. Osobniki młodociane są bardziej brązowe niż ptaki dorosłe, mają ciemniejsze oczy i mniej nagą skórę wokół oczu.
Pustułki prążkowane wydają przenikliwy, przerywany szczebiot i ostry wrzaskliwy okrzyk. Poza okresem lęgowym ptaki te jednak nie odzywają się.

## Występowanie
To dość pospolity gatunek w południowej i zachodniej części Madagaskaru, ale na północy i wschodzie wyspy występuje tylko lokalnie. Na centralnym płaskowyżu go nie ma. Występuje od poziomu morza po 2000 metrów n.p.m. Zasiedla polany i skraje lasów oraz obszarów zalesionych.

## Zachowanie
Rzadko pustułki prążkowane zawisają w powietrzu i wypatrują z tej pozycji zdobyczy. Zwykle poluje z zasiadki. Żywi się małymi gadami, jak kameleony i gekony z rodzaju Phelsuma, duże owady, np. koniki polne i chrząszcze, a wyjątkowo ptaki. Ofiary są łapane z ziemi lub chwytane z gałęzi i pni drzew.

## Okres lęgowy
Trwa od września do grudnia. Gniazdo jest prostym, wyskrobanym zagłębieniem, często stanowi je stare gniazdo po innym ptaku, a zwłaszcza po wandze sierpodziobej. Usytuowane jest w dziupli drzewa lub wśród epifitycznych zarośli. Samica składa 3 żółtawe jaja.

## Status
IUCN uznaje pustułkę prążkowaną za gatunek najmniejszej troski (LC, Least Concern). Liczebność populacji szacuje się na 670–6700 dorosłych osobników. Ze względu na brak dowodów na spadki liczebności bądź istotne zagrożenia dla gatunku BirdLife International uznaje trend liczebności populacji za prawdopodobnie stabilny.